# فلافيو كاتانيو
فلافيو كاتانيو (بالإيطالية: Flavio Cattaneo)‏ هو شخصية أعمال إيطالي، ولد في 27 يونيو 1963 في رو في إيطاليا.